# Гротолела
Гротолела (итал. Grottolella) је насеље у Италији у округу Авелино, региону Кампанија.
Према процени из 2011. у насељу је живело 971 становника. Насеље се налази на надморској висини од 571 м.

## Становништво
| 1951. | 1961. | 1971. | 1981. | 1991. | 2001. | 2011. |
| ----- | ----- | ----- | ----- | ----- | ----- | ----- |
| 1.869 | 1.598 | 1.421 | 1.607 | 1.680 | 1.854 | 1.955 |